# Raffaele Guariniello
Raffaele Guariniello (Frugarolo, 15 marzo 1941) è un magistrato e giurista italiano.

## Biografia
Di padre napoletano e madre piemontese, ha conseguito la Laurea in Giurisprudenza a 23 anni. Ha poi proseguito gli studi con Giovanni Conso, conseguendo la libera docenza in procedura penale all'Università degli Studi di Torino. Magistrato di Cassazione, dal 1992 esercita le funzioni di Procuratore Aggiunto presso la Procura della Repubblica di Torino.
Dall'estate del 2008, dopo la nomina di Gian Carlo Caselli a Procuratore Capo, ha assunto l'incarico di Procuratore Capo Vicario, scaduta con il passaggio di incarichi tra Caselli e l'uscente Marcello Maddalena, oggi Procuratore Generale.
La sua attività è principalmente rivolta ai settori del lavoro, della salute e dell'ambiente. Collabora a riviste giuridiche e mediche e ha pubblicato numerosi libri.
Proprio con riferimento alle morti sul lavoro, lo stesso procuratore ha aperto un fascicolo per indagare sulle morti sospette nel mondo del calcio, onde stabilire se vi potesse essere una connessione tra esse ed i farmaci che in quel periodo (prevalentemente negli anni settanta) venivano somministrati agli atleti.
Alla fine del dicembre 2015, in anticipo di qualche giorno, Guariniello va in pensione lasciando la magistratura dopo 48 anni di servizio.

## Procedimenti giudiziari
Il nome di Guariniello è spesso comparso sui giornali per alcune sue eclatanti inchieste.

### Scandalo dell'archivio segreto FIAT
Nel settembre del 1970, in un'ispezione degli uffici viene rinvenuto un enorme archivio dove erano catalogati profili di 345.000 persone, in alcuni dei quali erano presenti anche note caratteristiche circa l'orientamento politico del candidato. Finisce tutto in prescrizione nonostante il clamore e le iniziali condanne.

### Scandalo delle tangenti nella Sanità
Nel 1981 apre una scottante inchiesta riguardo alle tangenti sui farmaci nella Sanità, per competenza la fa trasferire a Roma ma viene archiviata tre anni dopo.
Indaga nel 2008 sull'Aulin con due arresti nell'AIFA, il farmaco rimane comunque in commercio.

### Processo FIAT-Alfa
A metà del 1990 il giudice sancì la prescrizione il processo che vede imputato Cesare Romiti e altri dirigenti FIAT per violazione dell'articolo 5 dello statuto dei lavoratori.

### Indagine sul presunto abuso di farmaci nel calcio italiano
Nel 1998 apre un'inchiesta onde verificare un presunto abuso di farmaci nel calcio italiano, che inizialmente coinvolge Juventus, Parma, Roma e Torino. Per motivi di competenza territoriale, soltanto nel caso delle squadre torinesi è aperto un procedimento giudiziario: per i granata vengono incriminati l'amministratore delegato Davide Palazzetti e il presidente Massimo Vidulich, con l'accusa di detenzione abusiva di medicinali e «frode in commercio»; in relazione ai bianconeri, il procedimento vede imputati il medico sociale Riccardo Agricola e l'amministratore delegato Antonio Giraudo.
Il processo penale finisce, nel caso della Juventus, il 30 marzo 2007: la sentenza della Cassazione conferma l'assoluzione, già sancita nel processo d'appello, dall'accusa di pratica dopante attraverso la somministrazione di eritropoietina umana recombinante (EPO), mentre annulla in parte qua le sentenze di assoluzione in secondo grado circa la somministrazione di medicinali vietati diversi dall'EPO, ritenendo «carente» la decisione della Corte d'appello sul punto specifico, e la somministrazione off-label di quelli leciti, ritenendo che possano configurarsi, in abstracto, violazioni dell'articolo 1 della legge n. 401 del 13 dicembre 1989 (l'unica applicabile al periodo indagato), pur non essendo all'epoca ancora in vigore la legge sul particolare (introdotta il 14 dicembre 2000). La Cassazione, pertanto, pone la necessità di svolgere un nuovo giudizio e una nuova perizia riguardo a queste due ipotesi: tutto ciò non ha luogo per l'estinzione delle accuse in oggetto dal 12 febbraio 2007.

### Sperimentazione del Metodo Di Bella
Nel 2000 avvia un accertamento all'inizio della sperimentazione sul metodo di Bella elencando diverse presunte difformità che riportano l'attenzione dei media e commenti di esperti come Silvio Garattini, l'inchiesta viene poi in parte trasferita a Firenze dove non viene riscontrata alcuna difformità e il procedimento quindi archiviato.

### Mucca pazza
Nel 2001 da un caso sospetto che successivamente segna l'avvio delle indagini di altre procure, le ricerche erano partite dall'inizio della pandemia continuando negli anni successivi continuando negli anni successivi nell'accertare casi su animali, Dura nel tempo un livello di prudenza da creare accese polemiche nonostante conferme e successive irregolarità; già dal 2012 cadeva il divieto sulle farine proteiche.

### ThyssenKrupp
Ha condotto e chiuso in tempi record, due mesi e 19 giorni, l'inchiesta sul rogo divampato nella notte tra il 5 e il 6 dicembre 2007 all'acciaieria ThyssenKrupp di Torino, dove una fiamma generata da una fuoriuscita di olio in pressione ha provocato la morte di sette operai. Il processo, cominciato il 15 gennaio 2009 davanti alla Corte d'Assise di Torino, ha condotto alla condanna in primo grado dell'imputato Harald Espenhahn per omicidio commesso con dolo eventuale.

### Calcio e Sla
Su denuncia specifica della moglie di Bruno Beatrice, ex calciatore della Fiorentina, Guariniello ha aperto indagini su molti casi (sono ben 35 ad oggi i calciatori morti per SLA, Sclerosi laterale amiotrofica).
A seguito dell'inchiesta del giornalista Angelo Saso di RaiNews24 che ha evidenziato la possibilità di collegamento tra i casi di sclerosi laterale amiotrofica di cinque ex giocatori comaschi con il manto erboso ed il sottosuolo dello Stadio Sinigaglia di Como ha iniziato un'indagine in merito.

### Eternit
Il 6 aprile 2009 inizia presso il tribunale di Torino il processo istruito da Guariniello contro Stephan Schmidheiny (uno dei due fratelli Schmidheiny — l'altro è Thomas — ex presidenti del consiglio di amministrazione dell'Eternit AG) ed il barone belga Louis De Cartier de Marchienne. Sono ritenuti responsabili delle numerose morti per mesotelioma avvenute tra gli ex-dipendenti delle fabbriche Eternit a contatto con l'asbesto.
Il 13 febbraio 2012 il tribunale di Torino emette una sentenza storica, condannando in primo grado De Cartier e Schmidheiny a 16 anni di reclusione per "disastro ambientale doloso permanente" e per "omissione volontaria di cautele antinfortunistiche", e obbligandoli al risarcimento di circa 3000 parti civili oltre al pagamento delle spese giudiziarie. Il caso Eternit è il primo al mondo in cui i vertici aziendali vengono condannati, costituendo un precedente importante che potrebbe dare il via a decine di processi in tutta Europa.

### Cellule staminali
Nel maggio del 2012 il pm Guariniello invia un'ispezione del gruppo Comando carabinieri per la tutela della salute agli Spedali Civili di Brescia a cui segue il blocco del Ministero della Salute della somministrazione di una terapia compassionevole per la SMA (Atrofia muscolare spinale), tipo 1, mediante cellule staminali intrapreso da Davide Vannoni.. Il metodo privo di una qualsiasi validazione scientifica viene comunque chiesto da alcuni genitori che ricorrono al giudice del lavoro che per alcuni permette la prosecuzione della cura.
Il 7 febbraio 2014 a Torino prende avvio il processo a carico di Vannoni con l'accusa di associazione a delinquere, truffa e somministrazione di farmaci pericolosi; secondo l'accusa avrebbe sottratto 500.000 euro alla regione Piemonte.

## Opere
- Il Testo Unico sicurezza sul lavoro commentato con la giurisprudenza, Ipsoa, 2011.
- Il Testo Unico sicurezza sul lavoro commentato con la giurisprudenza, Ipsoa, 2009.
- Il Testo Unico sicurezza sul lavoro, Ipsoa, 2008.
- La sicurezza del lavoro ai videoterminali, Ipsoa, 2001.
- Se il lavoro uccide. Riflessioni di un magistrato, Einaudi, 1985.
- Il processo penale nella giurisprudenza della Corte di Cassazione, UTET, 1994.
- La sicurezza del lavoro e Corte di Cassazione. Il repertorio, UTET, 1994.
- a cura di Renato Spagnoli, Rumore e vibrazioni negli ambienti di lavoro (Diritto Penale), Cedam 2001
- Prevenzione degli infortuni e igiene del lavoro (Diritto Penale) in "Trattato di diritto commerciale e di diritto pubblico dell'economia", volume 25° - Cedam 2001.